# توبتشي
توبتشي هي قرية في مقاطعة شبستر، إيران. عدد سكان هذه القرية هو 402 في سنة 2006.